# Derniers instants de Frédéric Chopin
Derniers instants de Frédéric Chopin est une peinture à l'huile de Teofil Kwiatkowski datant de l'année 1849 ou 1850, conservée au Musée Frédéric Chopin de Varsovie.

## Histoire
Frédéric Chopin est représenté assis dans son lit, en conversation avec la princesse Marcelina Czartoryska debout,
Il est entouré de l'abbé Aleksander Jełowicki, et sa sœur Ludwika, à gauche, et assis de l'autre côté, Albert Grzymalda devant Kwiatkowski.
L'œuvre fait initialement partie d'un lot de cinq tableaux, réalisés sur la demande des amis de Chopin. C'est aujourd'hui l'unique pièce qui subsiste.